# Michio Kaku
Michio Kaku (né le 24 janvier 1947 à San José, en Californie) est un physicien théoricien et futurologue américain.

## Biographie
Michio Kaku est né en Californie de parents japonais immigrés. Son père né lui-même en Californie, parfaitement bilingue (anglais et japonais), suivit des études au Japon et aux États-Unis. Durant la Seconde Guerre mondiale, le père de Michio Kaku fut interné comme bon nombre de Nippo-Américains au camp de concentration de Tule Lake, où il rencontra sa future épouse.
Michio Kaku obtient son doctorat en 1972, au Radiation laboratory de l'université de Californie.
Titulaire de la Chaire Henry Semat et professeur en physique théorique au City College de New York, il est engagé dans le travail sur la « théorie du tout » cherchant à unifier les quatre forces fondamentales de l'univers.
Il a publié 170 articles de recherche sur la théorie des supercordes, la supergravité, la supersymétrie et la physique des hadrons.
Il est l'auteur du livre Visions paru chez Albin Michel en 1997.
Il réalise de nombreuses expériences et ses essais commencent avant même qu'il n'entre à l'université quand il construit un accélérateur de particules pour la fête de la science,.
Certains de ses ouvrages et interventions ont été critiqués comme mal documentés, voire malhonnêtes, par des scientifiques établis comme Scott Aaronson.

## Ouvrages

### En anglais
- Nuclear Power : Both Sides, New York, Norton, 1982 (ISBN 0-393-01631-5)
- Michio Kaku et Jennifer Trainer Thompson, Beyond Einstein : Superstrings and the Quest for the Final Theory, Oxford, Oxford University Press, 1987, 230 p. (ISBN 0-19-286196-4, lire en ligne)
- Michio Kaku et Daniel Axelrod, To Win a Nuclear War : The Pentagon's Secret War Plans, Boston, South End Press, 1987, 357 p. (ISBN 0-89608-321-7)
- (en) Michio Kaku, Quantum Field Theory : A Modern Introduction, New York, Oxford University Press, 1993, 785 p. (ISBN 0-19-507652-4)
- Michio Kaku, Hyperspace : A Scientific Odyssey Through Parallel Universes, Time Warps, and the Tenth Dimension, Oxford, Oxford University Press, 1994, 359 p. (ISBN 0-19-286189-1)
- Michio Kaku, Visions : How Science Will Revolutionize the 21st Century, New York, Oxford University Press, 1998, 416 p. (ISBN 0-19-288018-7, lire en ligne)
- Michio Kaku, Introduction to Superstrings and M-Theory, New York, Springer, 1999, 587 p. (ISBN 0-387-98589-1, lire en ligne)
- Michio Kaku, Strings, Conformal Fields, and M-Theory, New York, Springer, 1999, 531 p. (ISBN 0-387-98892-0)
- Michio Kaku, Einstein's Cosmos : How Albert Einstein's Vision Transformed Our Understanding of Space and Time, Londres, Weidenfeld & Nicolson, 2004, 203 p. (ISBN 0-297-84755-4)
- Michio Kaku, Parallel Worlds : The Science of Alternative Universes and Our Future in the Cosmos, Londres, Allen Lane, 2004, 428 p. (ISBN 0-7139-9728-1)
- Michio Kaku, "M-Theory: The Mother of All Superstrings" in Riffing on Strings: Creative Writing Inspired by String Theory, New York, Scriblerus, 2008, 265 p. (ISBN 978-0-9802114-0-5, lire en ligne)
- Michio Kaku, Physics of the Impossible, New York, Doubleday, 2008, 329 p. (ISBN 978-0-385-52069-0)
- Michio Kaku, Physics of the Future : How Science will Shape Human Destiny and our Daily Lives by the Year 2100, New York, Doubleday, 2011 (LCCN 2010026569)
- Michio Kaku, The Future of the Mind : The Scientific Quest to Understand, Enhance, and Empower the Mind, New York, Doubleday, 2014, 377 p. (ISBN 978-0-385-53082-8)
- Michio Kaku, The Future of Humanity : Terraforming Mars, Interstellar Travel, Immortality, and Our Destiny Beyond Earth, New York, Doubleday, 2018, 368 p. (ISBN 978-0-385-54276-0)

### Traduits en français
- Visions : Comment la science va révolutionner le XXIe siècle [« Visions: How Science Will Revolutionize the 21st Century »], Albin Michel, 1999, 547 p. (ISBN 978-2-226-10836-4)
- La Physique de l'impossible [« Physics of the Impossible »]  (trad. de l'anglais), Paris, Le Seuil, coll. « Science ouverte », 2011, 288 p. (ISBN 978-2-02-098952-7)Trois chapitres ne sont pas traduits dans l'édition française : la télépathie, la psychokinésie et la précognition
- Une brève histoire du futur : Comment la science va changer le monde [« Physics of the Future: How Science will Shape Human Destiny and our Daily Lives by the Year 2100 »]  (trad. de l'anglais), Paris, Flammarion, coll. « sciences humaines », 2014, 336 p. (ISBN 978-2-08-130352-2)
- L'Avenir de l'humanité : Terraformage de Mars, voyages interstellaires, notre destinée en dehors de la Terre [« The Future of Humanity: Terraforming Mars, Interstellar Travel, Immortality, and Our Destiny Beyond Earth »]  (trad. de l'anglais), Paris, De Boeck, 2019, 384 p. (ISBN 978-2-8073-2232-5)